# Елеонор Стюарт
Елеонор Стюарт (1430 – 20 ноември 1480) е шотландска принцеса, дъщеря на шотландския крал Джеймс I и на съпругата му Джоан Бофорт.
Предполага се, че Елеонор е родена в шотландския замък в Дънфърмлин, но израства в двора на френския крал Шарл VII. През 1499 г. Елеонор е омъжена за австрийския херцог Сигизмунд Хабсбург, който по-късно става ерцхерцог на Горна Австрия и владетел на Тирол.
От баща си Елеонор наследява любовта към литературата. В новата си родина тя се прочува с немските преводи на различни френски литературни произведения.
Умира в Инсбрук на 20 ноември 1480 г.